# 半田市鉄道資料館

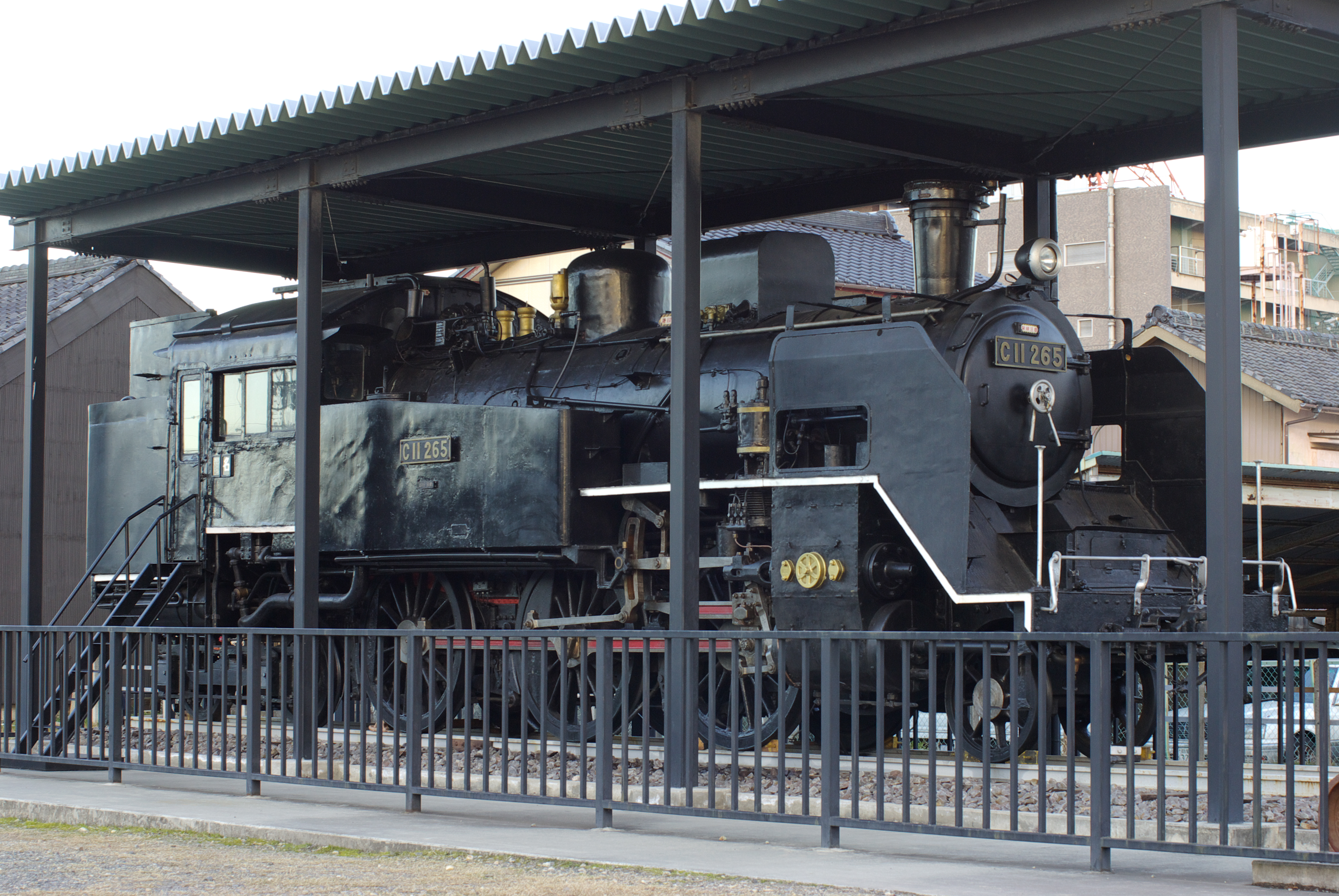
半田市鉄道資料館横で静態保存されているC11・265（2013年（平成25年）1月）

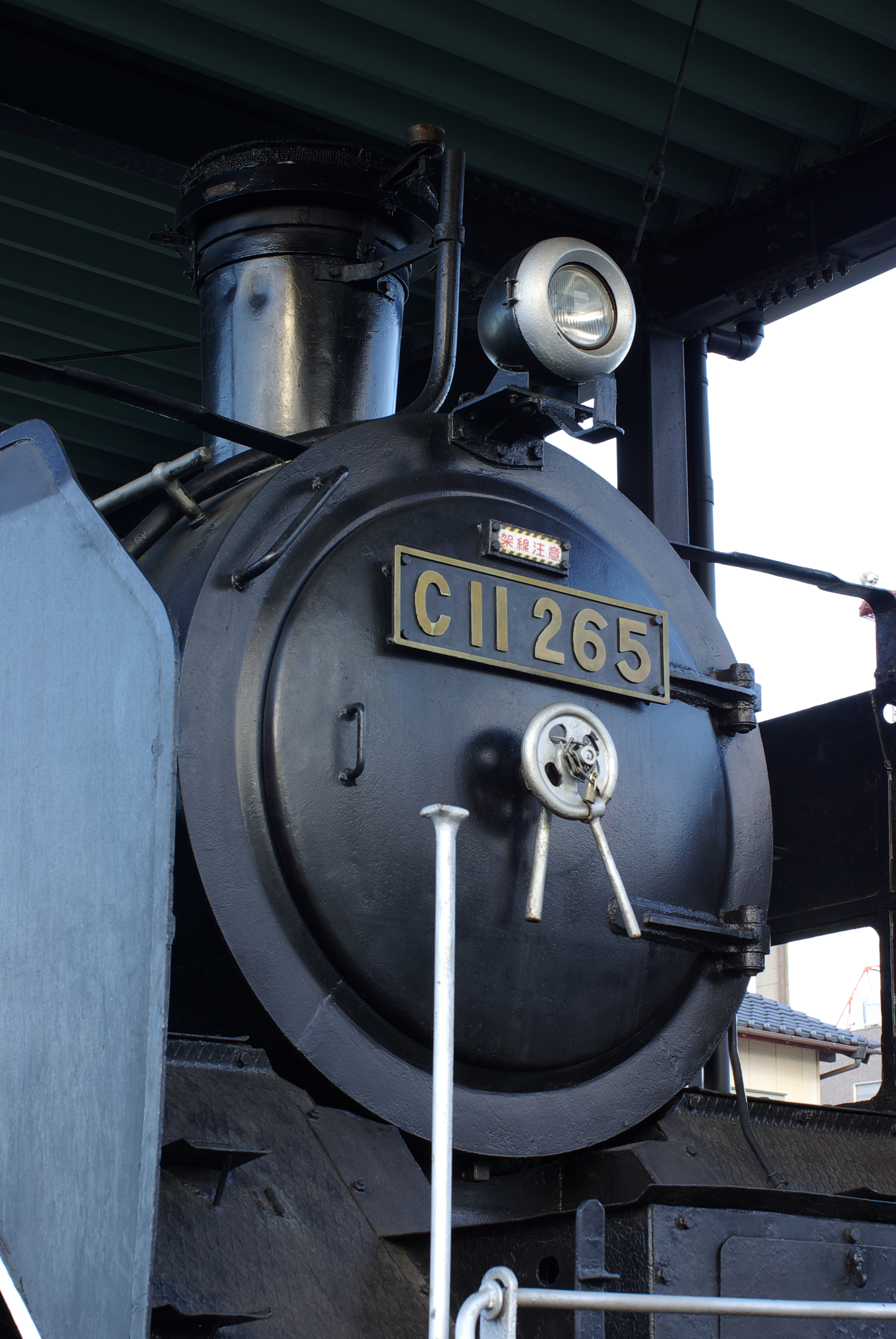
2012年（平成24年）に新装されたC11・265のナンバープレート

半田市鉄道資料館（はんだしてつどうしりょうかん）は、愛知県半田市にある鉄道資料館である。小樽市総合博物館の次に開設されている。

## 概要
1977年（昭和52年）11月3日に開設。1971年（昭和46年）3月27日、前年に日本国有鉄道（国鉄）から貸し渡しを受けた国鉄C11形蒸気機関車265号機、および武豊線に関する鉄道資料を展示する資料館として、半田市浜田町の旧半田市民ホールに隣接して設置された。なお、C11・265は武豊線最後の蒸気機関車牽引列車である「SLさよなら列車」を牽引した蒸気機関車である。
2006年（平成18年）、旧半田市民ホールの取り壊しに伴い、半田市御幸町の半田駅北側に移転した。屋外にはC11・265を展示している。

## 主な展示物

### 鉄道車両
- C11・265（昭和19年、日本車輌製造） - C11・260（福岡県中間市「垣生公園」で静態保存）などと同じく、蒸気ドームは標準型、砂箱は戦時型という変形機である。

### 鉄道施設
- 腕木式信号機 - 東成岩駅で実際に使用されていたもの。
- 三灯式信号機 - 高山本線で実際に使用されていたもの。

### 鉄道用品
- タブレット授器
- タブレット受器
- タブレット閉塞器
- 一世紀号ヘッドマーク

## 利用情報
- 開館時間 - 10:00〜15:00
- 開館日 - 毎月第1・第3日曜日（1月のみ第2・第3日曜日）
- 入館料 - 無料

※ 事前に申し込めば、開館日以外の特別見学・団体見学も可能。

## 所在地
- 愛知県半田市御幸町110-4

## 交通機関
- JR武豊線「半田駅」下車、徒歩で約1分。
- 名鉄河和線「知多半田駅」下車、徒歩で約10分。